# Elżbieta Petriczko
Elżbieta Monika Petriczko (ur. 1967) – polska diabetolog, pediatria, dr hab. nauk medycznych, adiunkt Kliniki Pediatrii, Endokrynologii, Diabetologii, Chorób Metabolicznych i Kardiologii Wieku Rozwojowego, oraz prodziekan Wydziału Lekarskiego z Oddziałem Nauczania w Języku Angielskim Pomorskiego Uniwersytetu Medycznego w Szczecinie.

## Życiorys
W 1992 ukończyła studia medyczne w Pomorskiej Akademii Medycznej w Szczecinie, 16 października 2001 obroniła pracę doktorską Trwała i przejściowa niedoczynność tarczycy rozpoznawana w wyniku badań przesiewowych u dzieci urodzonych na terenie Pomorza Zachodniego w okresie od 01.01.1992 do 01.02.2001 r. W 2002 otrzymała medal Amicus Scientiae et Veritatis przyznany przez Szczecińskie Towarzystwo Naukowe. 17 czerwca 2014 habilitowała się na podstawie dorobku naukowego i pracy zatytułowanej Ocena przydatności mikrodializy do monitorowania wybranych parametrów gospodarki węglowodanowej i lipidowej u dzieci i młodzieży z otyłością prostą oraz cukrzycą typu 1 i typu 2.
Objęła funkcję adiunkta w Klinice Pediatrii, Endokrynologii, Diabetologii, Chorób Metabolicznych i Kardiologii Wieku Rozwojowego, a także prodziekana na Wydziale Lekarskim z Oddziałem Nauczania w Języku Angielskim Pomorskiego Uniwersytetu Medycznego w Szczecinie.
Piastuje stanowisko członka Komitetu Rozwoju Człowieka na V Wydziale Nauk Medycznych Polskiej Akademii Nauk, oraz sekretarza Polskiego Towarzystwa Endokrynologii i Diabetologii Dziecięcej.

## Publikacje
- 2006: Diagnostyka i leczenie raka tarczycy u dzieci w Polsce w analizie wieloośrodkowej dla PPGGL[2]
- 2006: Częstość występowania trwałej i przejściowej niedoczynności tarczycy rozpoznawanej w wyniku badań przesiewowych u dzieci z Pomorza Zachodniego[2]
- 2009: Autoimmunologiczny zespół wielogruczołowy typu 1 u 11-letniego chłopca[2]
- 2009: Infants of diabetic mothers: morphological heart parameters, cord blood insulin, glucose concentration at birth and echocardiographic findings during the first year of life = Niemowlęta urodzone przez matki z cukrzycą cieżarnych: stężenia insuliny we krwi pępowinowej, stężenia glukozy, ocena echokardiograficzna serca przeprowadzona po urodzeniu oraz w pierwszym roku życia[2]
- 2014: Ocena wybranych parametrów antropometrycznych u dzieci urodzonych z ciąż powikłanych cukrzycą ciążową - doniesienie wstępne[2]
- 2015: Ocena wartości ciśnienia tętniczego u dzieci urodzonych z ciąż powikłanych cukrzycą ciążową[2]